# JChemPaint
JChemPaint는 2차원 화학 구조에 대한 편집기 및 뷰어이다. 이 프로그램은 무료이면서 오픈 소스 소프트웨어이고, 자바로 작성되었기 때문에 윈도우즈, OS X, 리눅스 그리고 유닉스 시스템에서 작동할 수 있다. 단독 작동 소프트웨어(에디터)와 에디터와 뷰어의 두가지 애플릿(applet)이 포함된 버전이 있으며 웹 페이지로 통합될 수 있다.